# Lịch sử Séc
Lịch sử của vùng đất Séc  - một khu vực gần tương ứng với Cộng hòa Séc ngày nay - bắt đầu khoảng 800.000 năm TCN. Một con dao bầu đơn giản thời đó đã được phát hiện tại khu khảo cổ Red Hill ở Brno. Nhiều nền văn hóa nguyên thủy đã để lại dấu vết trong suốt thời kỳ đồ đá, kéo dài đến khoảng năm 2000 trước Công nguyên. Nền văn hóa được biết đến rộng rãi nhất hiện nay ở vùng đất Séc trong thời kỳ tiền sử là văn hóa Únětice, để lại dấu vết trong khoảng năm thế kỷ từ cuối thời kỳ đồ đá đến đầu thời kỳ đồ đồng. Người Celt đến vào thế kỷ V trước Công nguyên và là những người đầu tiên chúng ta biết. Một trong những bộ lạc người Celt là người Boii (số nhiều), họ đã đặt cái tên đầu tiên cho vùng đất Séc là  Boiohaemum  bằng tiếng Latinh có nghĩa là  Vùng đất Boii . Trước khi bắt đầu Công nguyên, phần lớn người Celt bị các bộ lạc Đức đẩy ra. Bộ tộc đáng chú ý nhất là Marcomanni và dấu vết của các cuộc chiến của họ với Đế chế La Mã đã được phát hiện ở nam Morava.
Sau thời kỳ di cư đầy hỗn loạn, các vùng đất Séc được định cư bởi các bộ tộc người Slav. Năm 623, nhà nước đầu tiên được biết đến ở vùng đất Séc duoc hình thành khi người Samo thống nhất các bộ lạc Slav tại địa phương, bảo vệ vùng đất của họ khỏi người Avar ở phía đông và vài năm sau giành chiến thắng trong trận Wogastisburg chống lại người Frank xâm lược vùng đất Séc từ phía tây. Nhà nước tiếp theo xuất hiện trên vùng đất Séc sau khi nhà Samo tan rã có lẽ là Đại Moravia. Trung tâm quyền lực của nó nằm ở khu vực Morava và miền tây Slovakia ngày nay. Năm 836, hai học giả từ Hy Lạp là Kyrillô và Mêthôđiô đã mang Cơ đốc giáo đến Đại Moravia và thành lập hệ thống chữ viết Slav đầu tiên - Glagolitsa. Đại Moravia thất thủ trong cuộc xâm lược của người Magyar vào đầu thế kỷ 10.
Một nhà nước mới được hình thành xung quanh bộ tộc người Přemysl, những người đã thành lập Công quốc Bohemia. Công quốc hầu như nằm trong phạm vi ảnh hưởng của Đông Franken và sau đó là Đế chế La Mã Thần thánh. Công quốc đứng về phía Giáo hội Công giáo La Mã trong Ly giáo Đông – Tây và vào năm 1212, công tước Otakar I được phong làm vua (có thể truyền tước vị lại cho con) vì sự phục vụ của ông cho Hoàng đế La Mã Thần thánh Friedrich II. Vương triều Přemysl sụp đổ vào đầu thế kỷ XIV và được thay thế bằng nhà Luxemburg. Đáng chú ý nhất trong các vị vua nhà Luxembourg là Karl IV khi ông được bầu làm Hoàng đế của Đế chế La Mã Thần thánh. Ông thành lập Tòa Tổng giám mục Praha và Đại học Karl, trường đại học đầu tiên ở phía bắc dãy Alps và phía đông Paris. Đầu thế kỷ XV chứng kiến sự trỗi dậy của Tin lành nguyên thủy ở các vùng đất Séc. Việc hành quyết Jan Hus đã châm ngòi cho Chiến tranh Hussite và sự chia rẽ tôn giáo sau đó. Vương triều Jagiellon được lập nên ở Séc năm 1471. Họ trị vì nửa thế kỷ trước khi vua Ludvík Jagiellon chết trong trận Mohács và ngai vàng bỏ trống được trao cho nhà Habsburg.
Sau cái chết của Hoàng đế Rudolf II nhà Habsburg, căng thẳng tôn giáo và chính trị ngày càng gia tăng dẫn đến Vụ vứt người qua cửa sổ ở Praha lần thứ hai, gây ra Chiến tranh Ba mươi năm. Nhiều quý tộc Séc ủng hộ phe Tin lành và kết quả là bị tước đoạt đất đai. Tiếp sau đó là quá trình Đức hóa và tái công giáo hóa các vùng đất Séc. Sự lan rộng của Chủ nghĩa lãng mạn vào cuối thế kỷ XVIII cùng với phong trào Phục hưng Dân tộc Séc. Sau năm 1948, các đại diện hàng đầu của Phong trào Phục hưng Dân tộc Séc đã nỗ lực giành thêm quyền tự trị cho các vùng đất Séc trong Chế độ Quân chủ Habsburg.
Chiến tranh thế giới thứ nhất bùng nổ đã mở ra khả năng giành độc lập hoàn toàn và hình thành nên quốc gia có chủ quyền. Trong thỏa thuận Cleveland năm 1915, các đại diện của Séc và Slovakia tuyên bố mục tiêu của họ là tạo ra một nhà nước chung dựa trên quyền tự quyết của người dân. Sau sự đầu hàng của Áo-Hung ba năm sau, Cộng hòa Tiệp Khắc được thành lập. Nền Cộng hòa thứ nhất chỉ tồn tại trong 20 năm đến khi Thế chiến II bùng nổ. Sau khi Chiến tranh thế giới thứ hai kết thúc, Đảng Cộng sản Tiệp Khắc lên nắm quyền và Tiệp Khắc trở thành một thành viên của Khối phía Đông. Vào tháng 8 năm 1968, quân đội của khối Warszawa đã xâm lược Tiệp Khắc để ngăn chặn những nỗ lực cải tổ hệ thống Cộng sản. Vào cuối năm 1989, Cách mạng Nhung đã thay thế chế độ Cộng sản bằng chế độ dân chủ Cộng hòa Liên bang Séc và Slovakia. Ba năm sau, các đại diện của Séc và Slovakia đồng ý Giải thể Tiệp Khắc và hình thành các quốc gia riêng. Năm 2004, Cộng hòa Séc trở thành thành viên của Liên minh châu Âu.

## Thời cổ đại

### Thời đồ đá

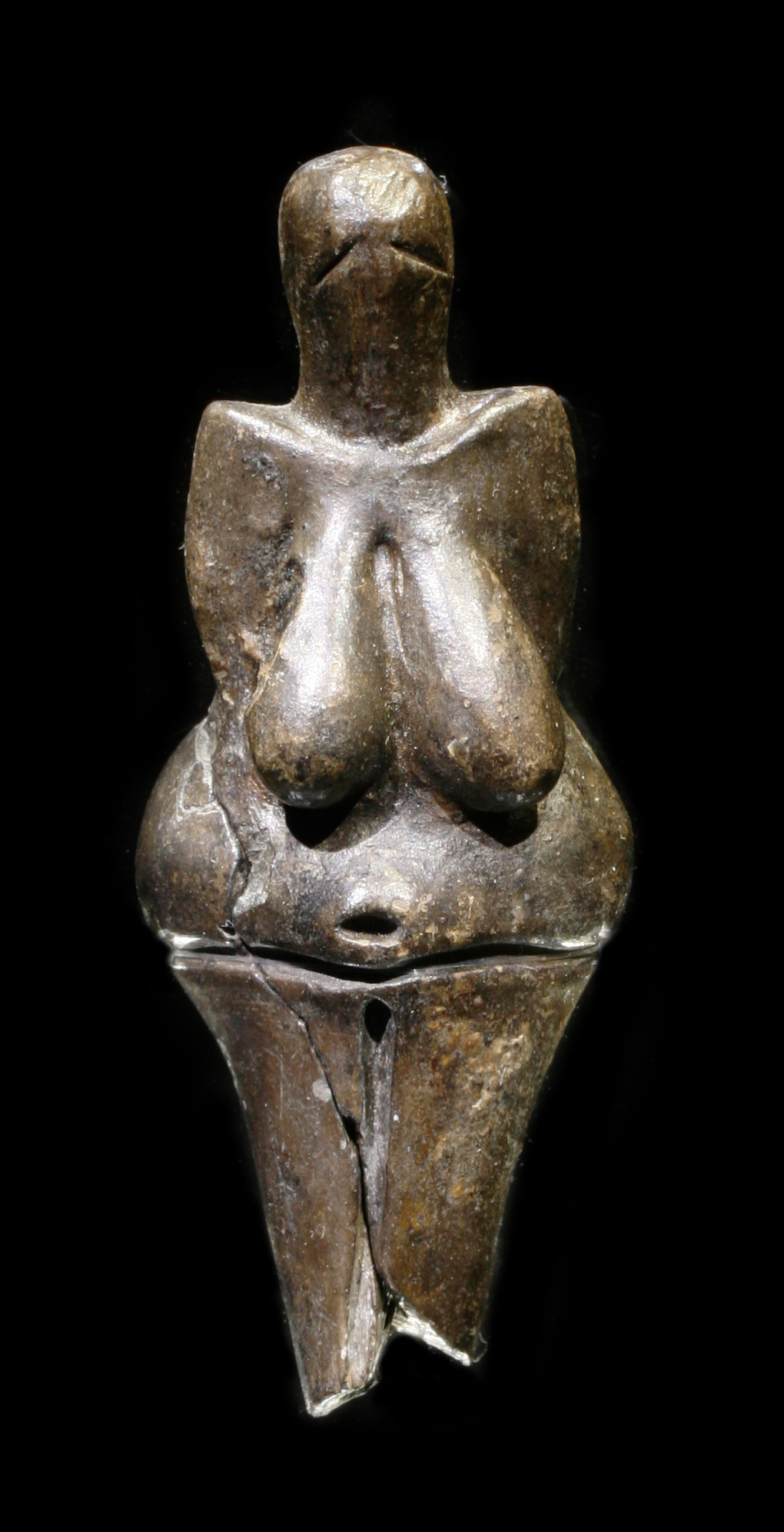
Vệ nữ Dolní Věstonice, đồ gốm cổ nhất trên thế giới

Một con dao bầu đơn giản do tổ tiên của người Homo Sapien ngày nay để lại, có niên đại 800.000 trước Công nguyên đã được phát hiện ở Red Hill ở Brno. Bằng chứng đầu tiên về các trại dân cư đã được tìm thấy ở Přezletice gần Praha và ở Stránská skála gần Brno có niên đại khoảng 200.000 năm sau đó. 
Các công cụ bằng đá được tìm thấy trong hang động Kůlna ở trung tâm Morava có niên đại ước tính là 120.000 năm. Nhiều công cụ bằng đá và bộ xương người Neanderthal đã được tìm thấy tại cùng một địa điểm trong một lớp 50.000 năm tuổi. Di cốt người từ 30.000 năm TCN được tìm thấy trong hang động Mladeč Những chiếc ngà voi ma mút với những hình khắc phức tạp (khoảng 30.000 năm trước Công nguyên) đã được tìm thấy cả ở Pavlov và Předmostí tại Přerov, khiến nam Morava trở thành một trong những khu vực khảo cổ quan trọng nhất ở châu Âu.
Địa điểm khảo cổ ở Předmostí tại Přerov đại diện cho sự tích tụ lớn nhất của di tích con người của văn hóa Gravettia, 
nổi tiếng với việc tạo ra cái gọi là các bức tượng vệ nữ nhỏ. Một trong những bức tượng nhỏ như vậy là Vệ nữ Dolní Věstonice (29.000–25.000 TCN) nổi tiếng được tìm thấy ở Dolní Věstonice ở nam Morava cùng với nhiều hiện vật khác từ thời đó. Một bức tượng vệ nữ nhỏ khác là Vệ nữ Petřkovice, được tìm thấy ở khu vực ngày nay là Ostrava. Dấu tích của những thợ săn voi ma mút từ năm 22.000 trước Công nguyên cũng được tìm thấy trong hang Kůlna nói trên cùng với hài cốt của những người săn tuần lộc và thợ săn ngựa, có niên đại khoảng 10.000 năm sau. Khoảng giữa năm 5500 và 4500 trước Công nguyên, những người thuộc văn hóa gốm Linear đã cư trú trên các vùng đất Séc. Khu định cư của họ được phát hiện ở Bylany gần Kutná hora. Nền văn hóa của họ đã được kế tục bởi văn hóa Lengyel, văn hóa Funnelbeaker và văn hóa đồ trang trí bằng nét vẽ cùng tồn tại ở Séc vào cuối thời kỳ đồ đá.

### Thời đại đồng đỏ (Copper Age) và thời đại đồng thiếc (Bronze Age)
Văn hóa đồ trang trí sọc nổi ở phía Bắc và văn hóa Baden ở phía Nam là những nền văn hóa chủ yếu ở vùng đất Séc trong suốt Thời kỳ đồ đồng thau. Khi bắt đầu thời đại đồ đồng đỏ, văn hóa Únětice đã xuất hiện. Văn hóa này được đặt tên theo một ngôi làng gần Praha, nơi được phát hiện đầu tiên vào những năm 1870. Nhiều gò chôn cất người đã được phát hiện, hầu hết ở trung tâm Bohemia. Văn hóa Urnfield là một thuật ngữ chung để chỉ nhiều nền văn hóa thời kỳ đồ đồng hỏa táng người chết và chôn cất tro cốt trong bình gốm. Văn hóa Hallstatt là nền văn hóa cuối cùng của thời kỳ đồ đồng muộn và đầu thời kỳ đồ sắt. Địa điểm khảo cổ quan trọng về văn hóa Hallstatt ở vùng đất Séc là hang Býčí skála, nơi một tượng bò đực quý hiếm được tìm thấy. Nhiều nơi trong số các địa điểm khảo cổ này đã bị chiếm đóng bởi nhiều nền văn hóa trong suốt thời cổ đại.

### Thời đại đồ sắt

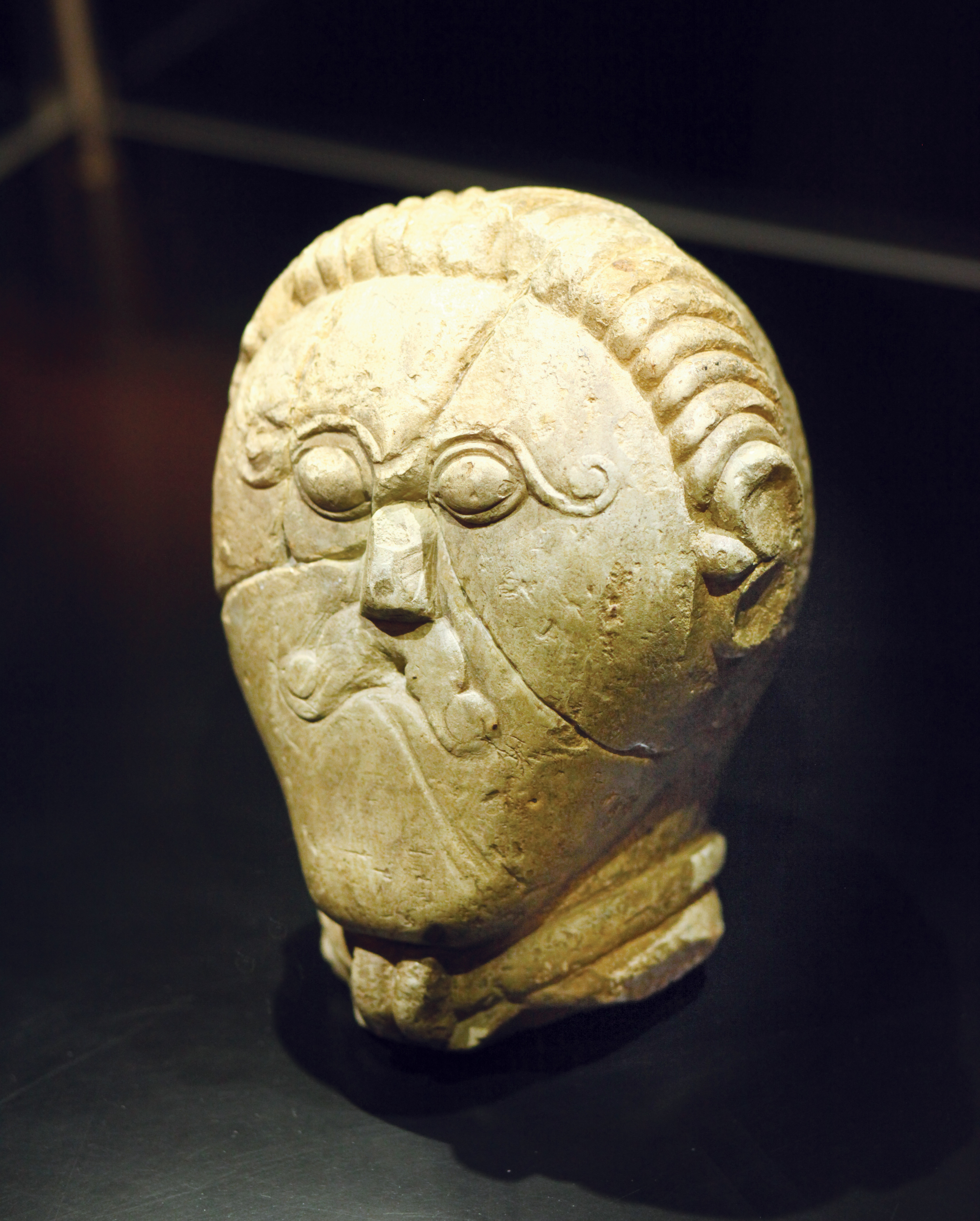
Tác phẩm điêu khắc bằng đá của một người Celt được tìm thấy ở Mšecké Žerovice

Khu vực này đã được định cư bởi các bộ lạc người Celt vào đầu thời kỳ đồ sắt. Bộ lạc nổi bật nhất ở Bohemia là Boii (số nhiều), họ đã đặt tên cho khu vực là  Boiohaemia  (tiếng Latinh có nghĩa là vùng đất của người Boii), sau này trở thành Bohemia. Trước khi bắt đầu thế kỷ 1 CN, họ đã bị nhiều bộ lạc Đức (Marcomanni, Quadi, người Lombard) đuổi đi. Dấu vết của các trại quân La Mã đã được tìm thấy ở nam Morava, đáng chú ý nhất là gần Mušov. Trại mùa đông ở Mušov được xây dựng để chứa khoảng 20.000 binh lính. Người La Mã liên tục gây chiến với bộ tộc Marcomanni trong hai thế kỷ đầu CN. Các thị trấn Đức được mô tả trên bản đồ Ptolemaios từ thế kỷ II, ví dụ: Coridorgis là Jihlava.

### Sự xuất hiện của người Slav
Những thế kỷ tiếp theo trong Thời kỳ di cư một lần nữa đã thay đổi thành phần dân tộc của vùng đất Séc. Vào thế kỷ thứ VI, các bộ lạc Slav bị đẩy đi bởi các bộ lạc Langobard và Thuringia bắt đầu di chuyển vào vùng đất Séc từ phía đông. Họ chiến đấu với các bộ tộc láng giềng của người Avar - người du mục Thổ Nhĩ Kỳ-Tartar - những người đã chiếm giữ Pannonia và thường xuyên tấn công các vùng đất của người Slav và thậm chí cả Đế quốc Francia.

### Vương quốc Samo
Năm 623 - theo Biên niên sử Fredegar - các bộ lạc Slav nổi dậy chống lại sự áp bức của người Avar. Trong thời gian này, thương gia người Frank là Samo được cho là đã đến vùng đất Séc cùng với đoàn tùy tùng của mình và cùng với người Slav đánh bại người Avar. Vì vậy, người Slav đã chấp nhận Samo làm người cai trị của họ. Sau đó Samo và người Slav xung đột với đế chế Francia khi vua Dagobert I muốn mở rộng quyền cai trị của mình sang phía đông. Điều đó dẫn đến trận Wogastisburg năm 631, trong đó Vương quốc Samo mới được thành lập đã bảo vệ thành công quyền tự trị của mình. Vương quốc tan rã sau cái chết của Samo.

## Thời trung cổ

### Đại Moravia

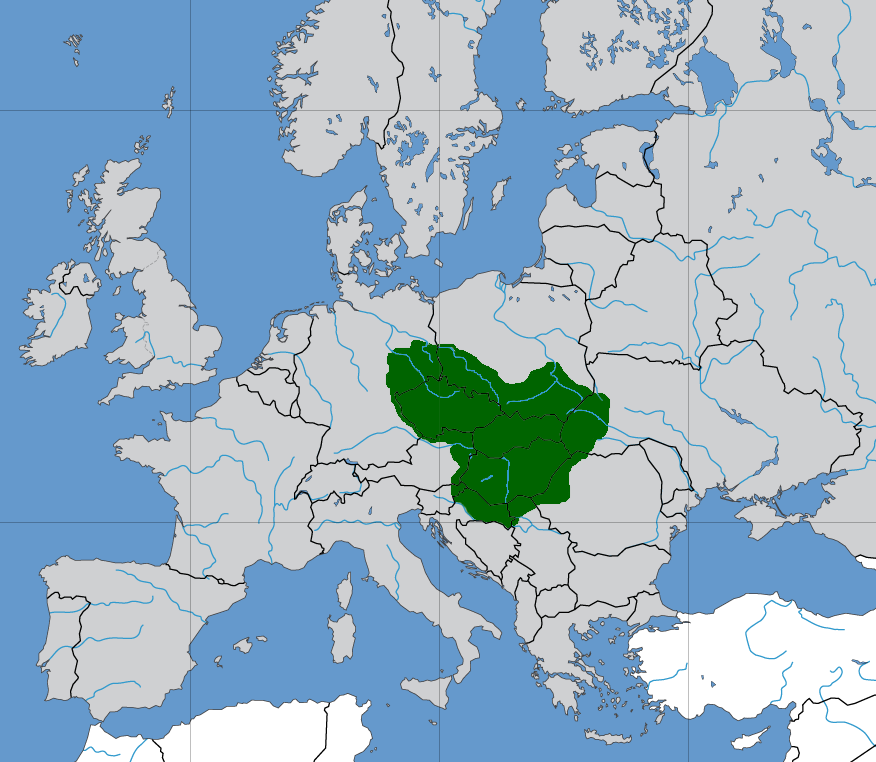
Đại Moravia (màu xanh) rộng lớn nhất dưới thời vua Svatopluk I

Sau khi Đế chế của vua Samo tan rã, người Morava và Nitra đã thành lập các công quốc mới hùng mạnh. Năm 833, Mojmir I của Morava đã tấn công và sáp nhập công quốc Nitra, lập ra một công quốc duy nhất là Đại Moravia (Velká Morava).
Năm 846, Mojmir I nhường ngôi cho một người cháu của mình là Rastislav (846-870). Dưới thời Rastislav, một cuộc cải cách văn hóa lớn đã diễn ra khi hai nhà truyền giáo Kyrillô và Mêthôđiô được ông mời đến Đại Moravia để truyền bá đạo Thiên chúa. Họ cũng góp công lớn trong việc xây dựng bảng chữ cái của người Slav (Bảng chữ cái Kirin).
Dưới thời vua Svatopluk I, Đại Moravia đạt tới sự mở rộng lớn nhất về diện tích. Lãnh thổ của nó trải dài trên các vùng đất ngày nay là Hungary, Ba Lan, Áo, Đức, Serbia, Slovenia, Croatia và Ukraina. Về sau, những cuộc chiến tranh liên miên với Đế quốc Francia đã làm cho Đại Moravia suy yếu và bị người Magyar xâm lược, khiên đất nước tan rã vào đầu thế kỷ X. Những quốc gia tàn dư của Đại Moravia bao gồm Vương quốc Hungary, Bohemia, Ba Lan và Đế quốc La Mã Thần thánh.

### Công quốc Bohemia

Công quốc Bohemia khoảng năm 1029

Bořivoj từ Levý Hradec là thành viên đầu tiên được biết đến của triều đại nhà Přemysl. Năm 880, ông chuyển nơi ở đến Lâu đài Praha, đặt nền móng cho thành phố Praha nhiều thế kỷ sau đó. Ông là một chư hầu của Đại Moravia và được rửa tội trong lễ rửa tội ở Đại Moravia bởi Thánh Kyrillô và Thánh Mêthôđiô. Con trai của ông là Spytihněv I cùng với thủ lĩnh một bộ lạc Bohemia lớn khác là Witizla đã tận dụng sự sụp đổ của Đại Moravia và vào năm 895 để thề trung thành với vua Đông Francia Arnolf xứ Kärnten. Cháu trai của Spytihněv là Václav (sau này được Giáo hội Công giáo tôn xưng là thánh) cai trị từ năm 921 và phải phục tùng vua người Sachsen là Heinrich I để duy trì quyền cai trị. Václav bị giết bởi em trai mình Boleslav I. Boleslav I đã mở rộng Công quốc Bohemia về phía đông, chinh phục các vùng đất Morava, Silesia và các khu vực xung quanh Kraków. Boleslav ngừng cống nạp cho vua Sachsen, khơi mào một cuộc chiến và thua trận, buộc phải công nhận quyền bá chủ của Sachsen đối với Công quốc Bohemia. Tòa Giám mục Praha được thành lập vào năm 973 dưới thời trị vì của con trai Boleslav I là Boleslav II. Tòa Giám mục trực thuộc Tòa Tổng giám mục Mainz.
Năm 1002, dưới thời trị vì của công tước Vladivoj, Công quốc Bohemia chính thức trở thành một phần của Đế chế La Mã Thần thánh. Sau một thời gian nội chiến trong triều, Oldřich lên nắm quyền. Con trai ông là Břetislav I đã lãnh đạo nhiều cuộc chinh phục đầy tham vọng và sau đó nổi dậy chống lại Hoàng đế La Mã Thần thánh Heinrich III với hy vọng giành được quyền tự chủ hoàn toàn cho Công quốc Bohemia. Mặc dù thành công ban đầu trong trận Brůdek, ông ta không thể chịu được cuộc xâm lược lần thứ hai của quân đội đế quốc và cuối cùng phải từ bỏ tất cả các cuộc chinh phạt của mình để cứu Morava và công nhận Heinrich III là vua của mình. Sau cái chết của Břetislav, cuộc đấu đá nội bộ giữa các thành viên nhà Přemysl vẫn tiếp tục - hệ quả là tạo ra luật thừa kế thâm niên. Trong số các nhà cai trị đáng chú ý có (Vratislav II và Vladislav II), hai nhà cai trị này đã được các Hoàng đế La Mã Thần thánh ban tặng danh hiệu vua suốt đời.

### Vương quốc Bohemia

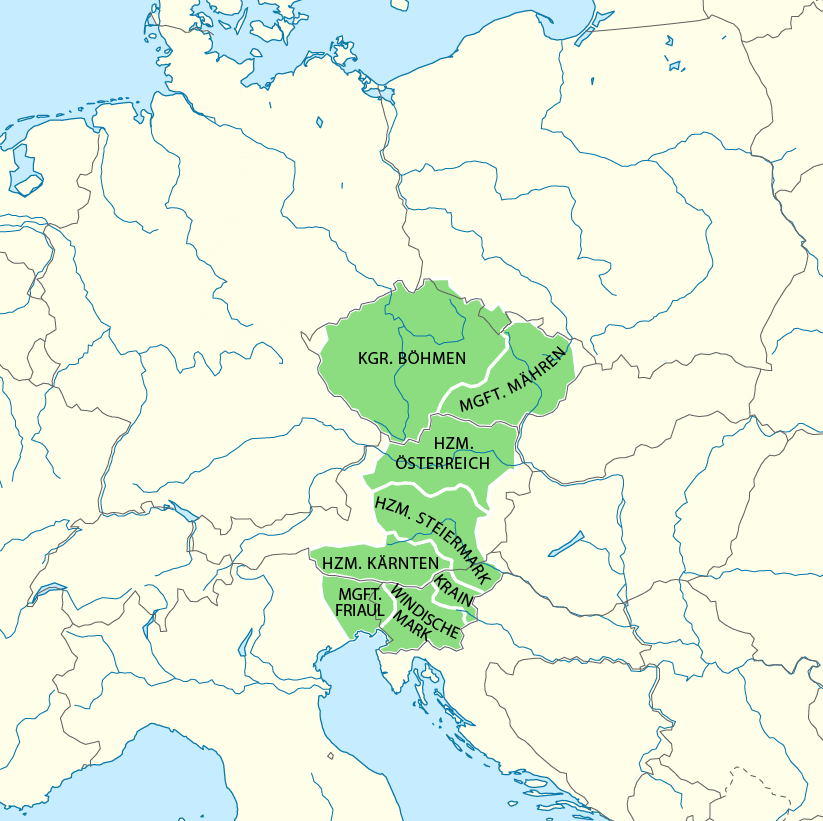
Các lãnh thổ do Otakar II của Bohemia cai trị vào năm 1273

#### Nhà Hậu Přemysl

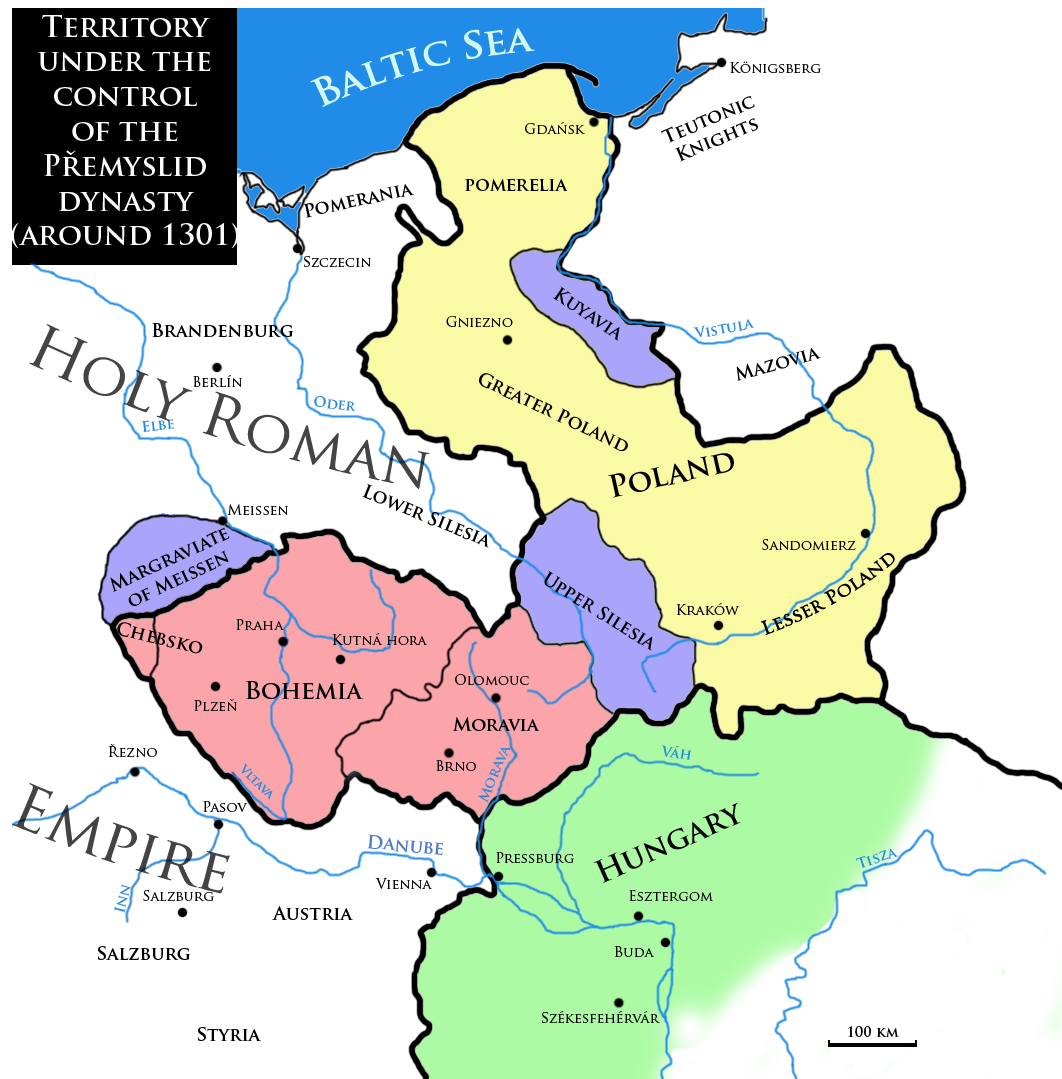
Lãnh thổ dưới sự kiểm soát của nhà Přemysl, c. 1301

Năm 1212 Ottokar I được Hoàng đế La Mã Thần thánh Friedrich II ban cho tước hiệu vua Bohemia cha truyền con nối. Do đó vương quốc Bohemia được khai sinh và kéo dài theo luật định cho đến khi kết thúc Thế chiến I. Triều đại của ông đánh dấu sự khởi đầu quá trình di dân về phía đông của người Đức, làm thay đổi đáng kể thành phần ngôn ngữ của vùng đất Séc. Con trai của Otakar là Václav I phải đối phó với nạn quân Mông Cổ xâm lược châu Âu vào đầu những năm 1240. Anh cố gắng bảo vệ Bohemia nhưng vùng Morava đã bị cướp bóc nặng nề. Khi Công tước Áo Friedrich II qua đời vào năm 1246 mà không có người thừa kế là nam giới, Václav I đã cố gắng chiếm đất Áo bằng cách gả con trai cả của mình là Vladislav cho con gái của Friedrich là Gertrude. Kế hoạch này thất bại vì Vladislav chết yểu vào năm sau. Sau đó, Václav I quyết định xâm lược Áo và đã thành công. Người kế vị Otakar II tiếp tục công cuộc mở mang bờ cõi. Ông đã giành được nhiều lãnh thổ ở nam Áo và lãnh đạo hai cuộc thập tự chinh chống lại người Phổ cổ ngoại giáo. Ông đã hy vọng giành được ngôi Hoàng đế nhưng đã thua Rudolf I của Đức trong cuộc bầu cử năm 1273, người đầu tiên trở thành hoàng đế của nhà Habsburg. Rudolf I yêu cầu Otakar II trả lại tất cả các vùng đất mà ông ta đã chiếm được ở phía nam Bohemia. Otakar từ chối và tiến hành hai cuộc chiến tranh chống lại hoàng đế và chết trong trận chiến ở Marchfeld vào năm 1278.
Vương miện được trao cho cậu con trai 6 tuổi của ông là Václav II với Otto V, Phiên hầu tước Brandenburg giữ quyền nhiếp chính. Václav II sau đó bị soán ngôi bởi Záviš của Falkenštejn, người đã kết hôn với góa phụ của Otakar II. Năm 1290, Václav II đã chặt đầu Záviš vì tội phản quốc và bắt đầu cai trị độc lập. Năm sau, vua Ba Lan Przemysł II bị sát hại và Václav II giành được ngôi vua Ba Lan. Vào cuối thế kỷ XIII, lượng bạc khổng lồ đã được tìm thấy ở Kutná Hora, điều này cho phép ông bắt đầu phát hành một lượng lớn đồng xu bạc tên là đồng groschen Praha. Năm 1301, một quốc vương láng giềng khác là András III của Hungary qua đời, thành viên nam cuối cùng của vương triều Árpád. Václav II cho con trai của mình là Václav III kết hôn với con gái duy nhất của András III và đưa Václav III lên ngôi tại Székesfehérvár với tư cách là vua Hungary. Bốn năm sau, Václav II qua đời khi chỉ mới 33 tuổi, có lẽ do bệnh lao. Václav III từ bỏ yêu sách của mình đối với ngai vàng Hungary vì thấy rằng sự cai trị của mình chỉ là danh nghĩa. Władysław I Łokietek đã thách thức quyền cai trị của Václav III ở Ba Lan và chinh phục Krakow vào năm 1306. Trước khi Václav III bắt đầu chiến dịch trả đũa, ông đã bị ám sát tại Olomouc bởi những sát thủ không rõ danh tính.

#### Nhà Luxembourg
Václav III là thành viên nam cuối cùng của nhánh lớn nhà Přemysl. Hoàng đế La Mã Thần thánh Heinrich VII nhà Luxembourg đã cho con trai của mình là Johann cưới em gái của Václav III là Eliška và giúp Johann đoạt ngai vàng Bohemia. Johann của Luxembourg lớn lên ở Paris, không nói được tiếng Séc và không được lòng giới quý tộc Séc. Johann không bao giờ ở lại lâu trên đất Séc, anh đi khắp châu Âu và tham gia nhiều cuộc xung đột quân sự. Trong khi xâm lược Litva vào năm 1336, Johann bị mất thị lực do viêm mắt nên anh ta có biệt danh là Johann Mù. Một năm sau, ông đứng về phía vua Philippe VI của Pháp trong Chiến tranh Trăm Năm và chết vào năm 1346 trong trận Crécy. Con trai cả của ông là Karl IV đã kế vị ngai vàng Bohemia.
Trước đó vào năm 1346, Giáo hoàng Clêmentê VI tuyên bố Hoàng đế Ludwig IV là một kẻ dị giáo và yêu cầu tổ chức một cuộc bầu cử Hoàng đế mới. Karl IV là ứng cử viên ưu tiên của Giáo hoàng và đăng quang làm Vua của người La Mã vào tháng 11 năm 1346 tại Bonn. Karl đã nắm quyền cai trị các vùng đất Séc từ năm 1333 do sự vắng mặt của cha ông và sức khỏe không tốt. Ngay sau khi đăng quang với tư cách là Vua Bohemia và Vua của người La Mã, ông định cư ở Praha và đặt nền móng cho việc mở rộng thủ đô với Phố mới Praha. Năm 1348, ông thành lập Đại học Praha, trường đại học đầu tiên ở phía bắc dãy Alps và phía đông Paris. Ông cũng thành lập Vùng đất vương miện Bohemia ( Corona regni Bohemiae  trong tiếng Latinh), nghĩa là các lãnh thổ cốt lõi không còn thuộc về vua hay triều đại mà thuộc về chế độ quân chủ Bohemia (vương miện).

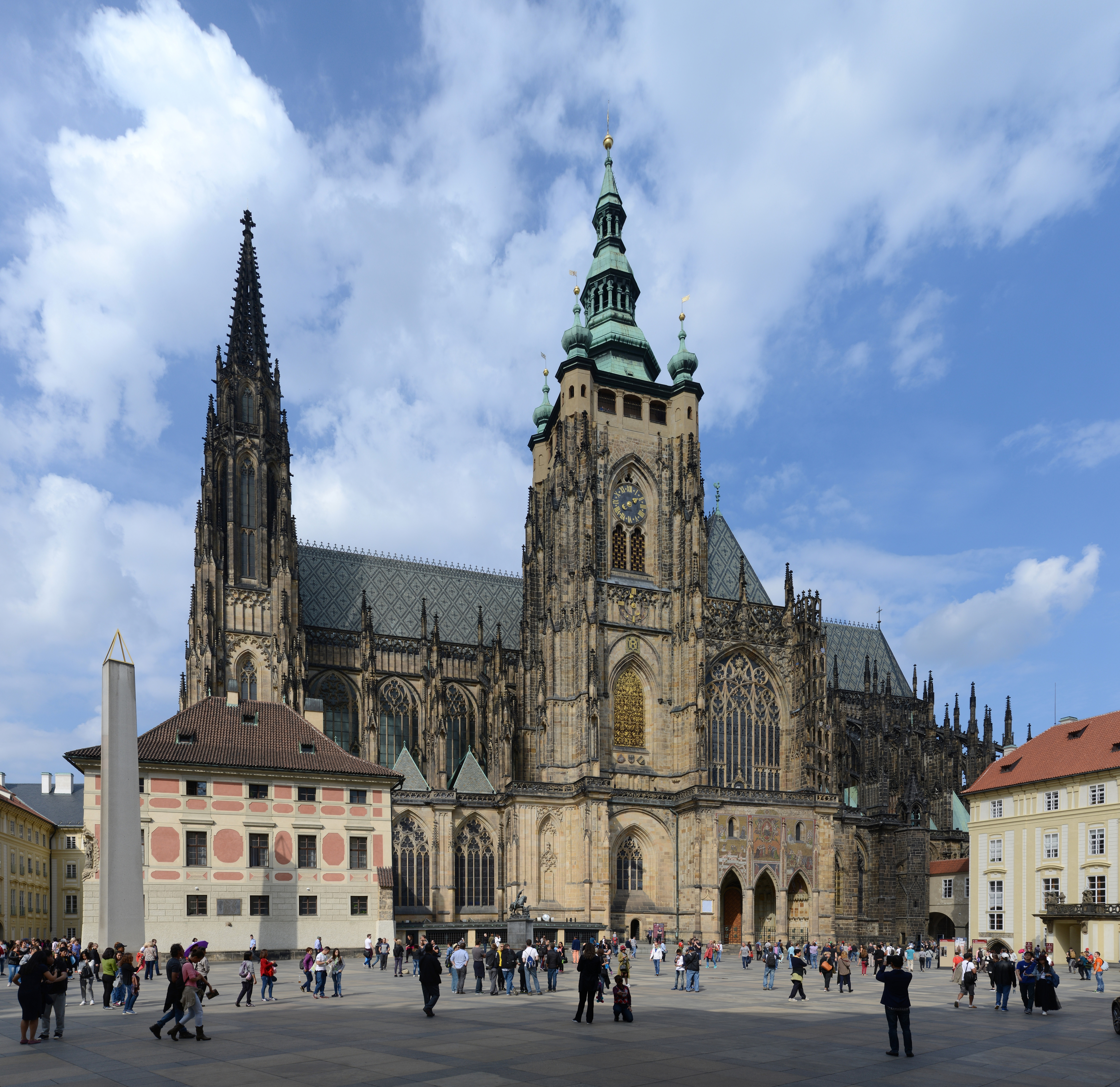
Nhà thờ Thánh Vitus ở Lâu đài Praha, Johann của Luxembourg đặt viên đá nền vào năm 1344

Năm 1355, Karl IV đi du lịch đến Roma, nơi ông được trao vương miện Hoàng đế của Đế chế La Mã Thần thánh. Ông cai trị với tư cách là Hoàng đế La Mã Thần thánh trong hơn 20 năm và đảm bảo danh hiệu Vua của người La Mã cho con trai cả của mình là Václav IV.
Václav IV không có tài trị quốc như cha mình. Năm 1393, vụ tra tấn và giết hại Jan Nepomucký - tổng lãnh cha sở của tổng giám mục Jan z Jenštejna đã châm ngòi cho một cuộc nổi loạn trong giới quý tộc. Václav IV bị giam hai năm tại Králův Dvůr và chỉ được thả sau khi có sự can thiệp của em trai Sigismund, lúc đó là vua ở Hungary. Năm 1400, Václav IV bị ruất ngôi Hoàng đế La Mã Thần thánh, chủ yếu là do ông không giải quyết được Ly giáo Tây phương. Hai năm sau, Václav IV lại bị bắt giam trong một thời gian ngắn, lần này là bởi em trai Sigismund, người đã cướp phá Morava. Sau cái chết của Ruprecht - người đã thay thế Václav trở thành Vua của người La Mã - Václav IV cạnh tranh với anh trai Sigismund và anh họ của mình là Jošt Moravský để giành danh hiệu Vua của người La Mã. Cuối cùng, ông đã trả lại danh hiệu cho Sigismund để đổi lấy Bohemia. Năm 1414, Sigismund triệu tập Công đồng Constance và cuối cùng đã giải quyết được Ly giáo Tây phương. Nó cũng lên án lời giảng của Jan Hus, hiệu trưởng Đại học Praha và một nhà cải cách giáo hội bình dân. Sau khi Jan Hus từ chối rút lại lời dạy của mình, ông bị thiêu sống và điều này đã dẫn đến Chiến tranh Hussite. Các cuộc xung đột quân sự tôn giáo dừng lại vào năm 1434 với trận Lipan nhưng căng thẳng tôn giáo vẫn tiếp tục. Mặc dù Sigismund trở thành Vua chính thống của Bohemia sau cái chết của Václav IV vào năm 1419 nhưng phải đến năm 1436, ông mới được nhân dân Séc công nhận và ông qua đời một năm sau đó.

#### Nhà Habsburg
Sau cái chết của Sigismund, tước vị Vua Bohemia được trao cho con rể của ông Albrecht của Gia tộc Habsburg, Albrecht không may cũng qua đời ngay sau đó. Yêu sách về Vùng đất Vương miện Bohemia đã được chuyển cho đứa con trai chưa ra đời của ông là Ladislav, người có biệt danh là  Di cảo . Ông được nuôi dưỡng tại triều đình của vị Hoàng đế có họ hàng xa là Friedrich III. Mặc dù ông đã lên ngôi Vua Bohemia vào năm 1453, nhiếp chính của ông là Jiří z Poděbrad vẫn tiếp tục thay ông cai trị Bohemia. Ladislav chết ở Praha sau khi chạy trốn một cuộc nổi loạn ở Hungary khi mới mười bảy tuổi. Nhiều người cùng thời với ông nghi ngờ ông bị đầu độc nhưng các cuộc xét nghiệm hiện đại đối với bộ xương của ông chứng minh rằng ông chết vì bệnh bạch cầu cấp tính. Với cái chết của ông, nhánh Albrecht nhà Habsburg cũng tuyệt tự.

#### Nhà Poděbrad
Năm 1458, Hội nghị các giai cấp của Bohemia bầu Jiří z Poděbrad làm tân vương của Bohemia. Anh ấy đã có một vai trò khó khăn khi cố gắng duy trì một nền hòa bình mong manh giữa phe Giáo hội Công giáo và phe Hussite, do đó mà ông còn có biệt danh là  Vua của hai dân tộc. Dù rất cố gắng, cuối cùng, ông vẫn không thành công và vào năm 1465, các quý tộc Công giáo thành lập Hội Núi xanh thống nhất và thách thức quyền cai trị của ông. Một năm sau, ông bị Giáo hoàng Phaolô II mới nhậm chức tuyệt thông, viện lý do để vua Hungary Mátyás Corvin xâm lược lãnh thổ Séc, khơi mào Chiến tranh Bohemia – Hungary. 

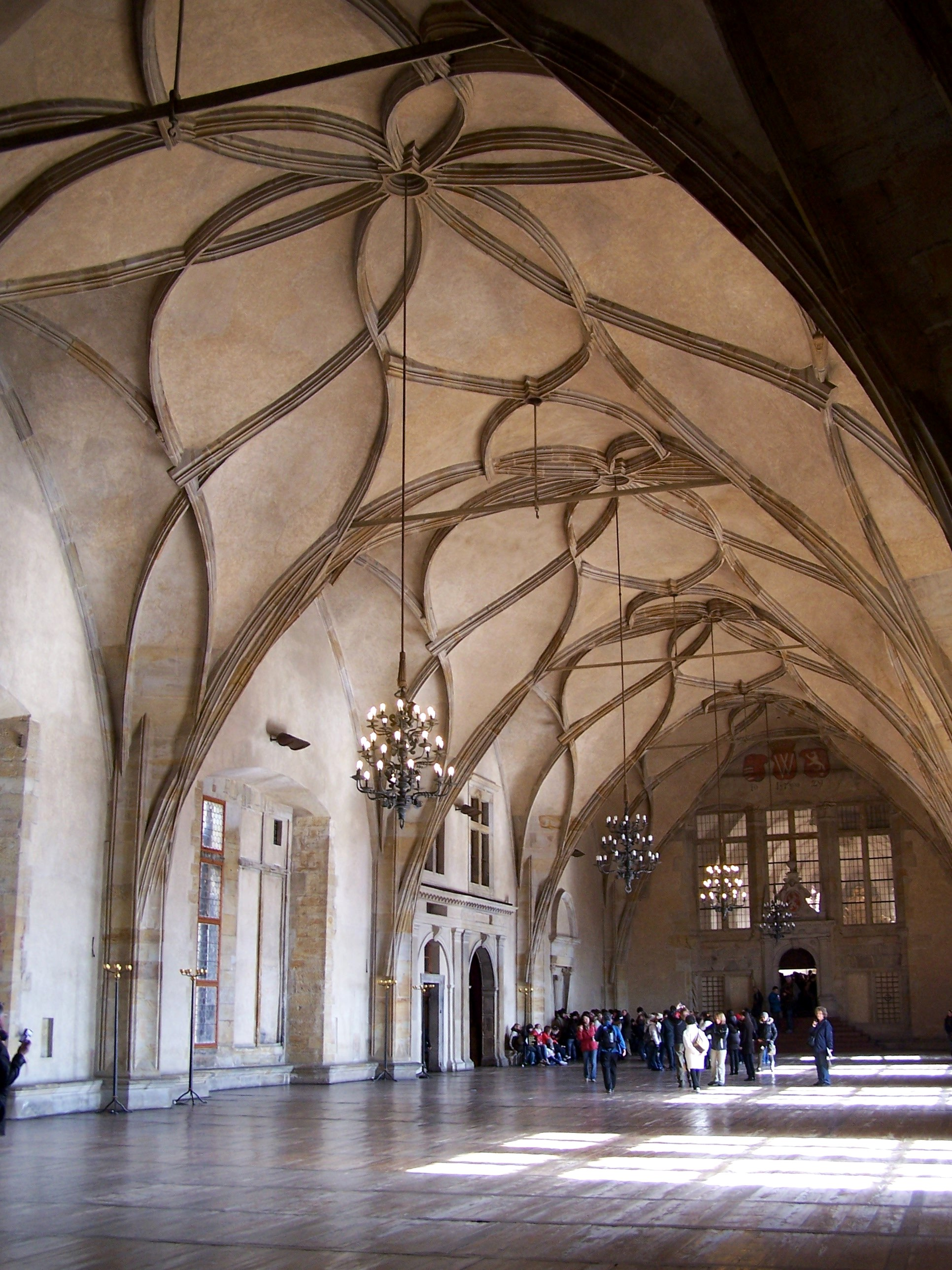
Sảnh Vladislav tại Lâu đài Praha, được xây dựng từ năm 1490 đến năm 1502 bởi Benedikt Rejt

#### Nhà Jagiellon
Sau khi vua Jiří qua đời, cuộc chiến vẫn tiếp tục diễn ra bởi Vladislav II nhà Jagiellon, người được chính Jiří z Poděbrad dâng ngai vàng Bohemia. Sau mười năm chiến đấu, chiến tranh Bohemia-Hungary kết thúc bằng việc ký kết hòa ước Olomouc vào năm 1479 trong đó Morava, Silesia và Lusatia được nhượng lại cho Mátyás Corvin trong suốt phần đời còn lại của ông ta và cả hai quốc vương đều được phép sử dụng danh hiệu Vua Bohemia. Năm 1485, Vladislav II xác nhận quyền của tất cả các quý tộc và thường dân Bohemia được tự do theo giáo phái Hussite hoặc Giáo hội Công giáo trong Hòa ước Kutná Hora. Sau khi Mátyás Corvin qua đời vào năm 1490, Vladislav II được bầu làm vua Hungary và giành lại tất cả các lãnh thổ mà ông đã nhượng 30 năm trước đó. Từ đó trở đi, ông cai trị ở Buda. Mặc dù Vladislav II đã kết hôn ba lần nhưng đến cuối đời ông chỉ có hai người con: con trai Lajos và con gái Anna. Hai người con của Vladislav II kết hôn với hai người con của Hoàng đế La Mã Thần thánh Maximilian I là kết quả của các cuộc đàm phán tại Đại hội Vienna lần thứ nhất. Hai cuộc hôn nhân này ràng buộc nhà Jagiellon và nhà Habsburg.
Một năm sau đó, vào năm 1516, Vladislav II qua đời và con trai mười tuổi của ông là Lajos II trở thành vua của cả Hungary và Bohemia. Vào năm 1521, ông từ chối nộp cống hàng năm theo thỏa thuận trước đó cho tân quốc vương Ottoman Süleyman I và xử tử các đại sứ của ông ta. Chiến tranh xảy ra ngay sau đó, Belgrade rơi vào tay Ottoman trong cùng năm đó. Năm 1526, Lajos II dẫn đầu lực lượng của mình chống lại Suleiman I trong trận Mohács. Trận chiến kết thúc với thất bại quyết định của quân đội Hungary và Lajos II chết đuối trong khi cố gắng rút lui. Ông không để lại người thừa kế và vì vậy Vùng đất vương miện Bohemia được thừa kế bởi Ferdinand I nhà Habsburg theo thỏa thuận trong Đại hội Vienna lần thứ nhất.

## Trở thành một bộ phận của Chế độ quân chủ Habsburg

### Đạo Tin lành

Mức độ của cuộc Cải cách Tin lành (1545–1620)

Sau trận Mohács, quân Ottoman thất bại trong cuộc vây hãm thành Vienna năm 1529 và Ferdinand I đã ký Hiệp ước Constantinopole, làm trì hoãn các nỗ lực bành trướng của Ottoman. Ferdinand và anh trai Karl V - đồng thời là Hoàng đế La Mã Thần thánh không chỉ phải đối phó với mối đe dọa từ Ottoman mà còn phải đối phó với Liên đoàn Schmalkalden được thành lập vào năm 1531 nhằm đòi hỏi quyền lợi cho các quốc gia theo Giáo hội Luther trong Đế chế La Mã Thần thánh. Phần lớn giới quý tộc Séc theo đạo Tin lành đồng tình với các mục tiêu của Liên minh Schmalkalden và vì vậy, vào năm 1546, Ferdinand I ra lệnh cho giới quý tộc ở Séc tăng quân và hành quân chống lại Tuyển đế hầu quốc Sachsen như một phần của chiến tranh Schmalkalden, họ đã tuân lệnh Ferdinand I rất miễn cưỡng. Năm sau, giới quý tộc Séc từ chối tập hợp quân đội và nổi dậy, họ bị trừng phạt sau khi Liên minh Schmalkalden thua trận Mühlberg. Kết quả là Ferdinand I đã củng cố được địa vị của mình ở Vùng đất Vương miện Bohemia, giới hạn các đặc quyền của thành phố và bắt đầu quá trình tái công giáo bằng cách mời Dòng Tên đến Praha vào năm 1556. 

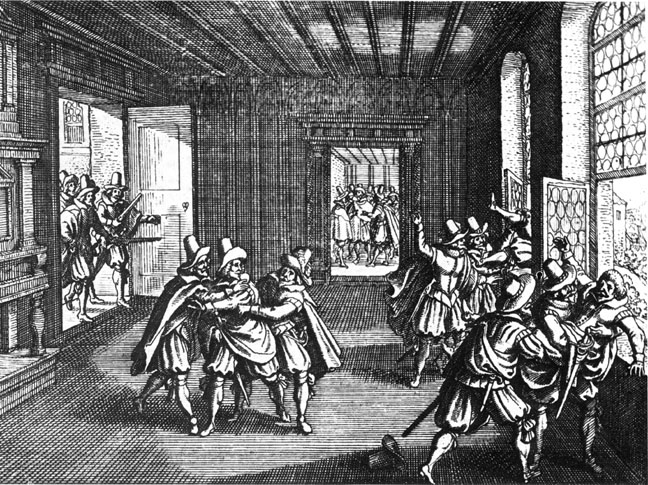
Bản khắc đồng miêu tả vụ vất người ra cửa sổ ở Praha lần thứ hai từ Theatrum Europaeum của Matthäus Merian.

Maximilian II kế vị Ferdinand I vào năm 1562 và giống như cha ông, ông cai trị từ Vienna. Anh ấy đã phê duyệt tuyên bố tín ngưỡng Séc ( Confessio Bohemica  trong tiếng Latinh) - một văn kiện xác nhận các quyền tự do tôn giáo thay thế cho Thoả thuận Basel trước đó vốn không tính đến các tín đồ Tin lành Ultraquist. Ông cũng thể hiện sự khoan dung tôn giáo của mình bằng cách tái khẳng định Statuta Judaeorum - một văn kiện cung cấp sự bảo vệ hợp pháp cho người Do Thái ở Vùng đất Vương miện Bohemia. Con trai của ông là Rudolf II kế vị ông vào năm 1576 và năm 1583, ông chuyển triều đình đến Praha. Nhờ sự bảo trợ nghệ thuật của Rudolf, Praha đã trở thành một trung tâm văn hóa lớn của châu Âu trong thời kỳ trị vì của ông ta. Ông là một nhà cai trị ẩn dật, thích tiêu khiển hơn là điều hành nhà nước. Năm 1605, Rudolf II bị các thành viên khác trong gia tộc buộc phải nhường quyền cai trị Hungary cho em trai mình là Đại Công tước Matthias ngay sau cuộc khởi nghĩa Bocskai sau Chiến tranh Thổ Nhĩ Kỳ trường kỳ. Sự khác biệt về quan điểm giữa hai anh em cuối cùng dẫn đến việc Rudolf bị giam cầm tại Lâu đài Praha và tất cả quyền lực đều rơi vào tay Matthias. Sau cái chết của Rudolf II vào năm 1612, triều đình dời trở về Vienna. Matthias không có con giống như anh trai Rudolf và ông mất sáu năm sau đó, thọ 62 tuổi. 

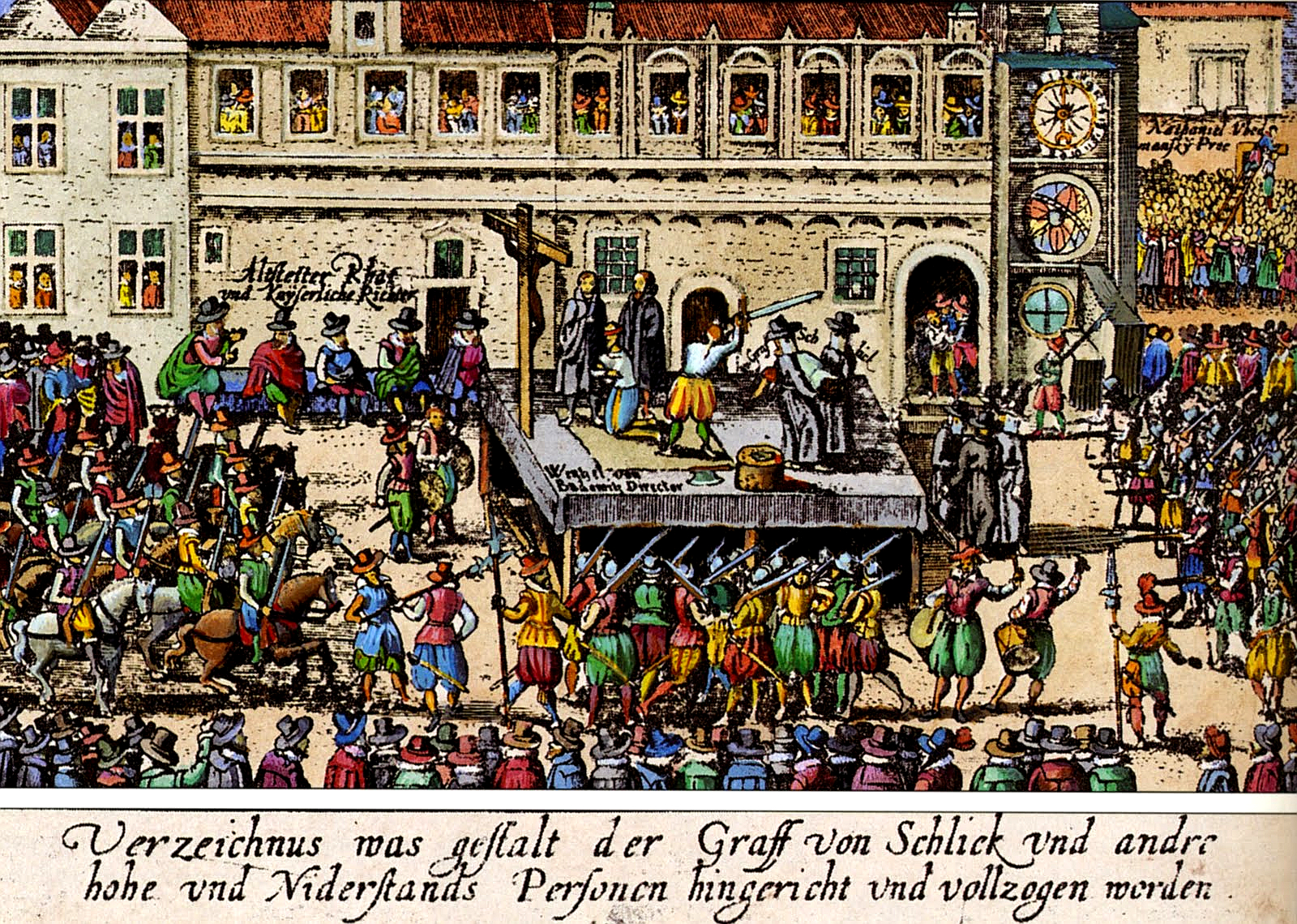
Vụ chặt đầu 27 quý tộc Bohemia tại Quảng trường Phố Cổ ở Praha, 1621 (hình minh họa đương đại)

Matthias được kế vị bởi người anh họ của mình là Ferdinand II, Archduke của Áo. Nghị hội Bohemia xác nhận vị trí của Ferdinand là người kế vị Matthias chỉ sau khi ông đã hứa sẽ tôn trọng Chiếu chỉ của đức vua - một văn bản cho phép tự do tôn giáo do Rudolf II ký tám năm trước đó. Ferdinand II không có lòng khoan dung tôn giáo như những vị vua tiền nhiệm. Một năm sau khi lên ngôi, ông đã cấm xây dựng các công trình kiến trúc đạo Tin lành trên đất hoàng gia. Điều đó đã dẫn đến các cuộc biểu tình của giới quý tộc theo đạo Tin lành - những người coi đó là sự vi phạm Chiếu chỉ của đức vua - và vụ vất người qua cửa sổ lần thứ hai ở Praha vào năm 1618 làm bùng lên cuộc xung đột mà sau này sẽ trở thành Chiến tranh Ba Mươi Năm. Giới quý tộc Bohemia nổi dậy sau đó đã chọn Friedrich V của Pfalz làm vua mới của họ và tập hợp một đội quân để chuẩn bị chiến tranh. Họ đã được trợ giúp của giới quý tộc theo Giáo hội Luther ở Áo. Ferdinand II đã nhờ người họ hàng Tây Ban Nha của mình là Felipe III giúp đỡ. Quân đội Tây Ban Nha ở Hà Lan chắc chắn rằng các lực lượng của Liên minh Tin lành không thể tham gia cuộc nổi dậy xảy ra ở Vùng đất Vương miện Bohemia và ở Áo. Sau khi đối phó với quân nổi dậy Áo, Ferdinand II đã đánh bại Friedrich V trong trận Bạch Sơn gần Praha. Sau đó, việc tịch thu tài sản trên diện rộng và sau đó bán cho các quý tộc trung thành thường có nguồn gốc từ nước ngoài. Ferdinand II cũng cho chặt đầu công khai 27 thủ lĩnh của cuộc nổi dậy và củng cố quyền lực của hoàng gia đối trong giới quý tộc. Vùng đất Vương miện Bohemia và đặc biệt là Silesia là một số vùng lãnh thổ bị ảnh hưởng nặng nề nhất bởi cuộc chiến tranh Ba Mươi Năm tàn khốc. Chiến tranh vẫn tiếp tục kể cả sau cái chết của Ferdinand II dưới triều đại của Ferdinand III.

### Chủ nghĩa chuyên chế và Phục hưng Quốc gia

#### Hậu Habsburg

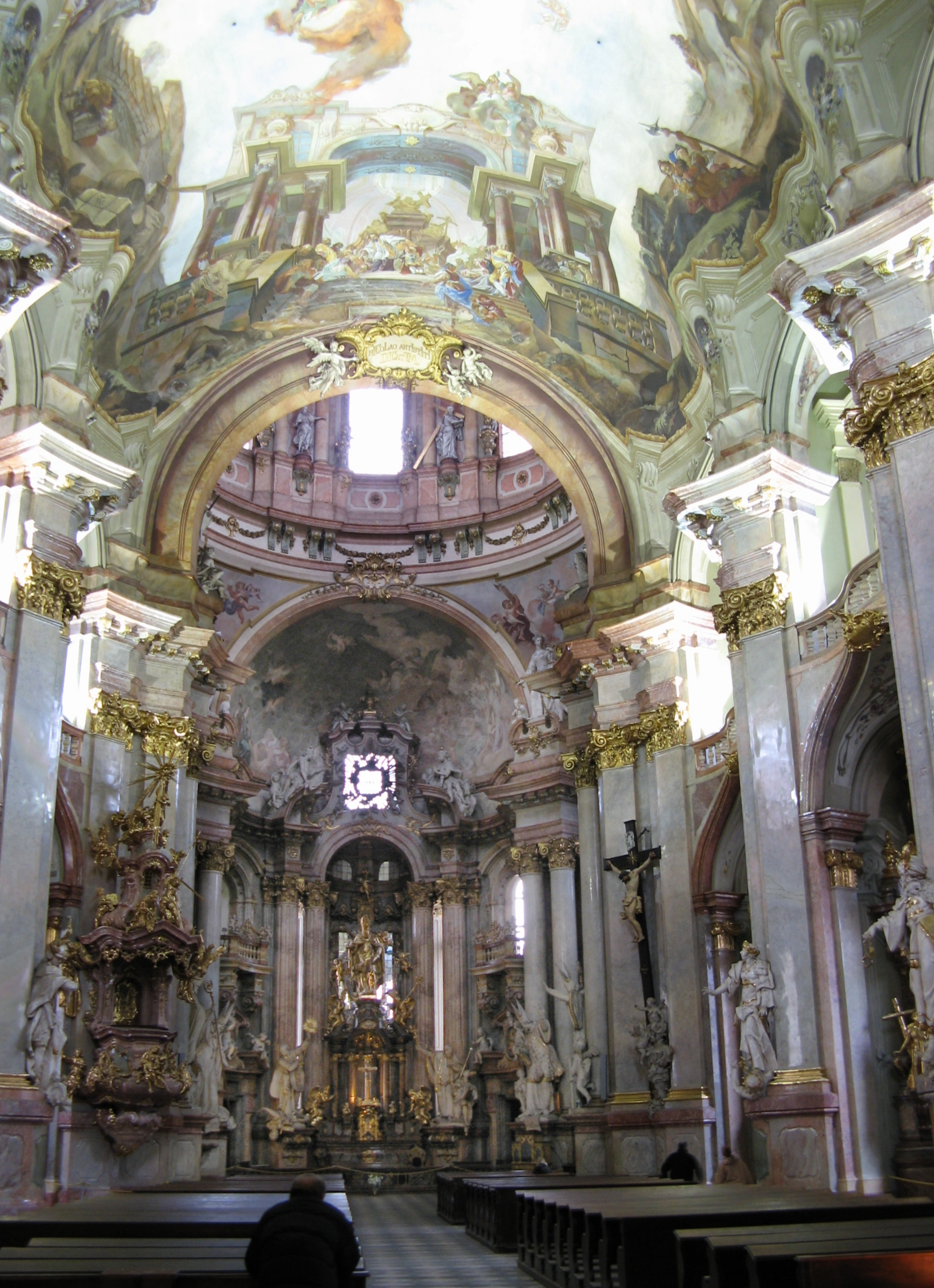
Nhà thờ Thánh Nicholas kiểu Baroque ở Malá Strana, được xây dựng từ năm 1704 đến năm 1755

Năm 1648, Chiến tranh Ba mươi năm cuối cùng kết thúc với Hòa ước Westfalen. Ferdinand III tiếp tục chính sách tái công giáo hóa và tập trung hóa của cha mình. Sau khi qua đời vào năm 1657, người con trai duy nhất còn sống của ông là Leopold I lên kế vị. Trong chiến tranh Áo-Thổ lần thứ tư vào năm 1663, quân đội Thổ Nhĩ Kỳ xâm lược Morava trước khi bị chặn đứng trong trận Thánh Gotthard. Leopold tiếp tục gây chiến với Ottoman và Pháp trong suốt thời gian cai trị dài của mình. Ông đã tăng sưu dịch lên ba ngày một tuần, gây ra cuộc nổi dậy của nông dân năm 1680. Các cuộc xét xử phù thủy ở điền trang Losiny khét tiếng diễn ra từ năm 1678 đến năm 1696 đã khiến gần 100 người chết. Nhiều cuộc biểu tình chống việc tăng sưu dịch đã xảy ra nhưng đều vô ích. Năm 1705, quyền cai trị của Ferdinand III chấm dứt và con trai Joseph I kế vị ông. Joseph I đã lên kế hoạch ban hành nhiều cải cách hành chính, hầu hết trong số đó ông không có cơ hội hoàn thành do mất sớm vì bệnh đậu mùa. Một năm trước khi qua đời, ông đã ra lệnh rằng tất cả người Romani ở Vùng đất Vương miện Bohemia phải cắt một bên tai. Nếu họ trở lại sau khi bị trục xuất, tất cả đàn ông Romani sẽ bị treo cổ mà không cần xét xử. Các lệnh tương tự đã được ban hành ở các vùng lãnh thổ khác do ông cai quản và dẫn đến những vụ giết người Romani hàng loạt. Sau khi Joseph I chết vào năm 1711, ngai vàng Áo được trao cho em trai ông, Karl VI.

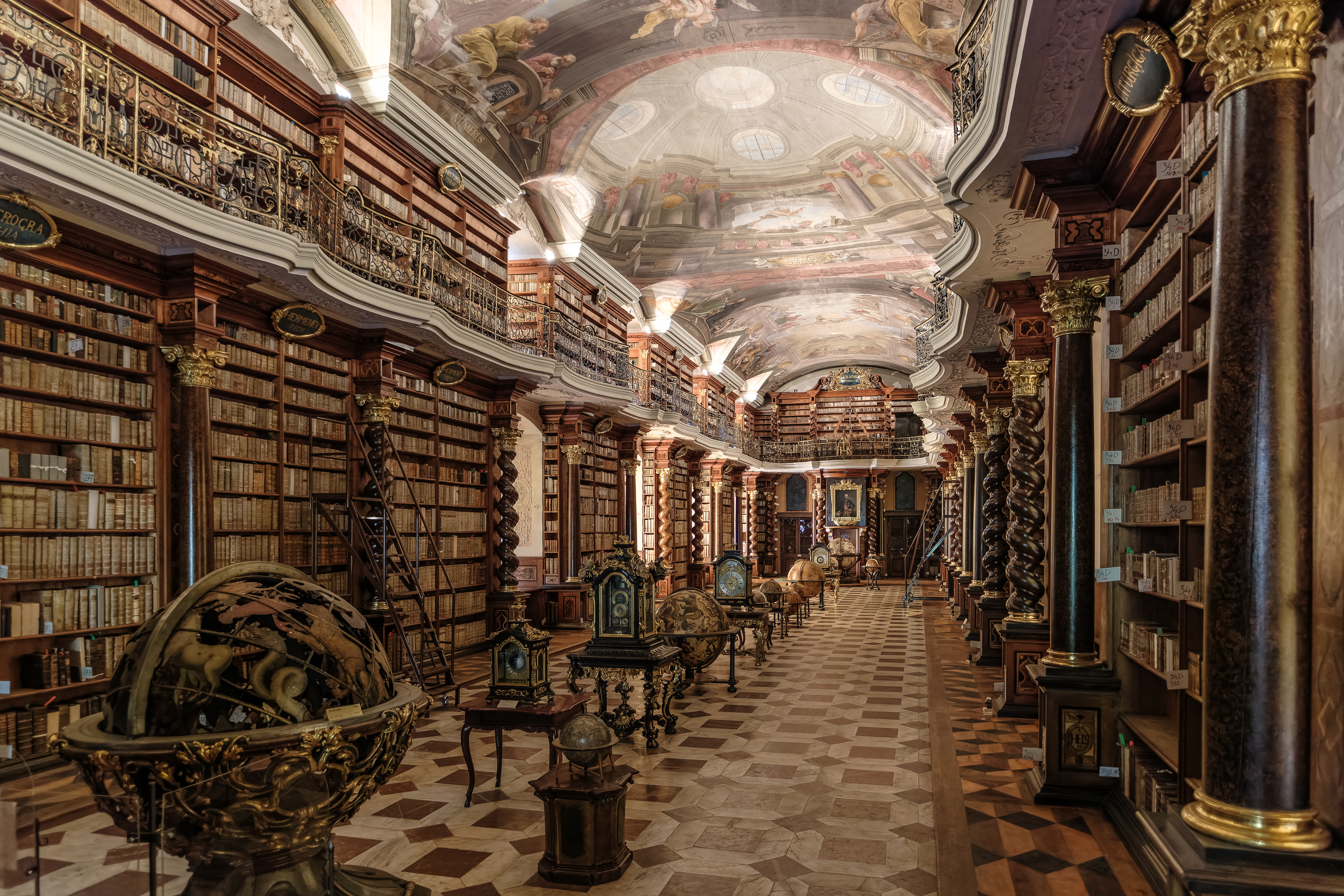
Thư viện Clementinum, một trường Cao đẳng Dòng Tên trước đây, được xây dựng vào năm 1722

Karl VI không có người thừa kế nam và với Chiếu thư năm 1713, ông đảm bảo tất cả các tước vị do ông nắm giữ đều có thể được thừa kế bởi phụ nữ. Karl VI đã tìm kiếm sự chấp thuận của các cường quốc châu Âu khác bằng nhiều nhượng bộ khác nhau. Dù vậy, sau cái chết của cha, Maria Theresia phải bảo vệ quyền thừa kế của mình khỏi liên minh của Phổ, Bavaria, Pháp, Tây Ban Nha, Sachsen và Ba Lan trong chiến tranh Kế vị Áo, nổ ra chỉ vài tuần sau khi bà đăng cơ năm 1740. Sau cùng, bà vẫn bảo vệ được tước hiệu của mình nhưng phải trả giá bằng việc mất đi Silesia, bấy giờ đã trở thành một phần của Phổ. Đó cũng kết thúc sự thống nhất của Vùng đất vương miện Bohemia. Năm 1757, trong Chiến tranh bảy năm, quân Phổ xâm lược Bohemia một lần nữa và bao vây Praha nhưng sau đó thua trong trận Kolín và bị đẩy lui. Maria Theresia không thể giành lại Silesia và cuộc chiến kết thúc với tỷ số hòa. Maria cố gắng làm theo những ý tưởng của Thời đại Khai sáng như thành lập các trường tiểu học thế tục bắt buộc,, kiểm duyệt của nhà nước đối với những cuốn sách bị coi là chống lại đạo Công giáo. Vì cuộc hôn nhân của bà với Franz Stefan của Lorraine, tất cả các con của bà đều được coi là thành viên của một gia tộc mới, Vương tộc Habsburg-Lothringen.

#### Nhà Habsburg-Lothringen
Sau cái chết của chồng Maria Theresa vào năm 1765, con trai của bà Joseph II bắt đầu cai trị với bà với tư cách là người đồng cai trị và từ năm 1780 trở thành người cai trị duy nhất. Ông đã thực thi nhiều cải cách, trong đó đáng chú ý nhất là việc bãi bỏ chế độ nông nô, chứng thư khoan dung mở rộng tự do tôn giáo và giải tán tất cả các dòng tu không liên quan đến giáo dục, y tế hoặc khoa học. Trong nỗ lực tập trung hóa, ông cũng thúc đẩy việc khuếch trương tiếng Đức đến tất cả các vùng lãnh thổ dưới sự cai trị của mình. Cả hai người vợ của ông đều chết khi còn khá trẻ vì bệnh đậu mùa và vì ông không có con trai nên đã được kế vị bởi em trai Leopold II. Mặc dù Leopold II chỉ trị vì trong hai năm, ông đã dành vài tuần ở Praha vào năm 1791 và ông lên ngôi vua Bohemia. Triển lãm Công nghiệp Séc đầu tiên được chuẩn bị để vinh danh chuyến thăm của ông ở Clementinum và Công ty Séc đã đặt một vở opera từ Mozart cho dịp này. Leopold II được kế vị bởi Franz I, con đầu lòng trong số 12 người con trai của ông. 

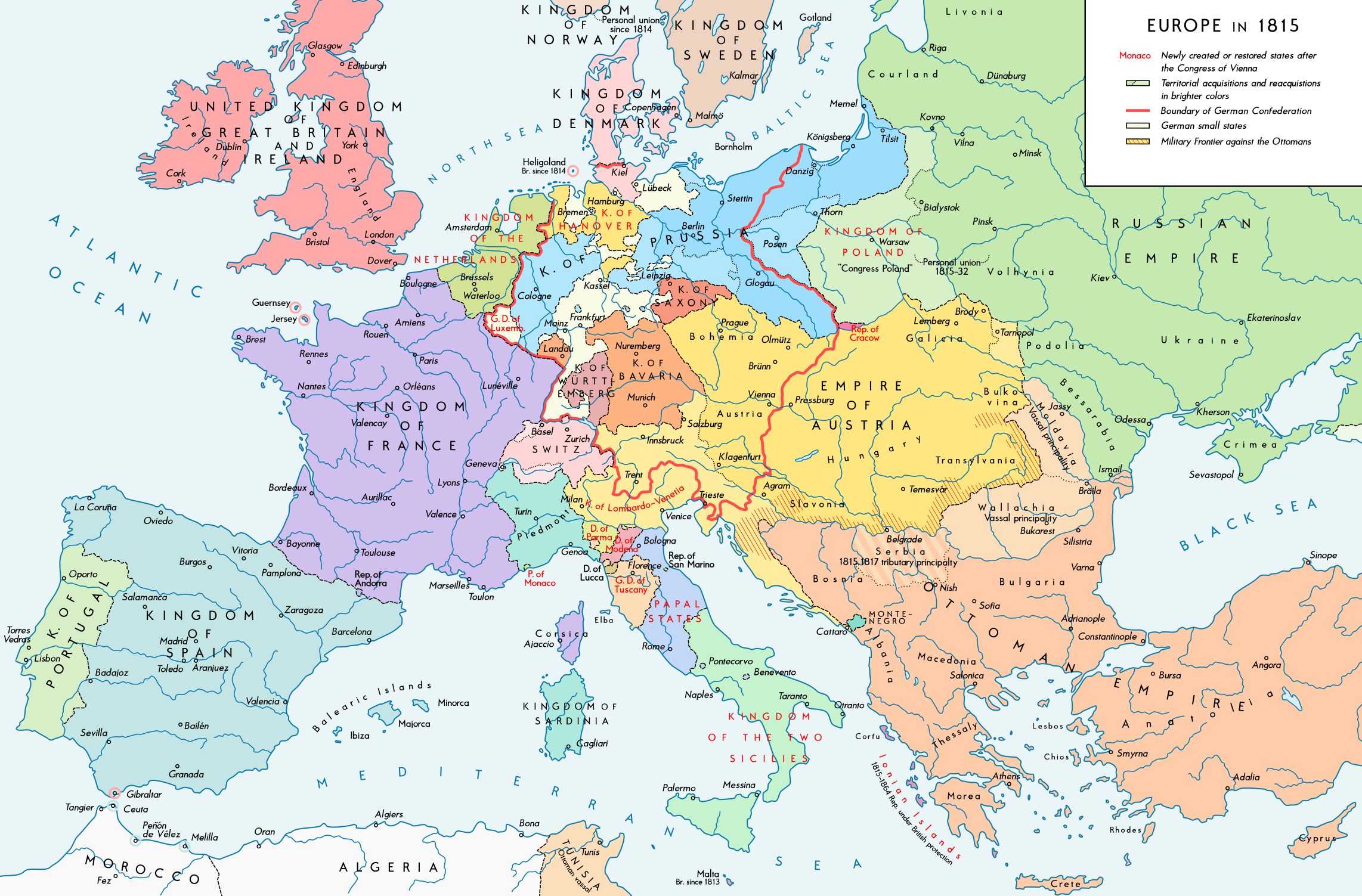
Châu Âu sau Đại hội Vienna năm 1815

Năm 1805, quân đội của Napoléon tấn công Áo và đánh bại liên quân Áo và Nga trong trận Austerlitz quyết định ở nam Morava. Trong Hòa ước Pressburg, Franz I đã mất nhiều lãnh thổ của mình và ngay sau đó, Đế chế La Mã Thần thánh giải thể, được thay thế bởi Liên bang Rhein. Sau khi các cuộc chiến tranh của Napoléon kết thúc, Đại hội Vienna đã khôi phục Đế chế Áo trở thành một trong những cường quốc Châu Âu vào năm 1815. Franz I là người đề xướng chủ nghĩa bảo thủ và các chính sách của ông đã đàn áp tất cả những người theo chủ nghĩa tự do mới nổi và các phong trào dân tộc chủ nghĩa trong Đế chế của mình. Ông là vị vua đầu tiên của Áo sử dụng rộng rãi cảnh sát mật và đã tăng cường kiểm duyệt. Con trai của ông là Ferdinand I trở thành Hoàng đế Áo kế vị ông. Do thường xuyên bị động kinh, ông không có khả năng cầm quyền và quyền hành pháp thực sự do Hội đồng nhiếp chính nắm giữ. Năm 1836, một năm sau khi kế vị, ông lên ngôi vua Bohemia dưới tên Ferdinand V. 

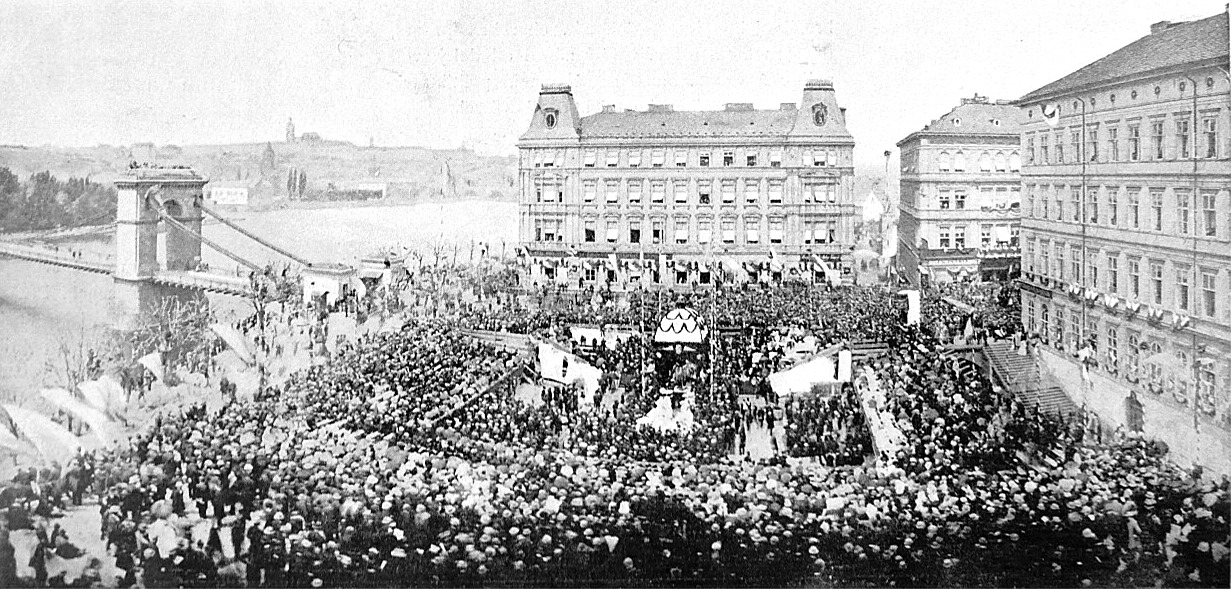
Đặt viên đá nền Nhà hát Quốc gia ở Praha, 1868

Trong suốt thế kỷ XIX, các khuynh hướng và phong trào dân tộc chủ nghĩa ở các vùng đất Séc được gọi là Sự phục hưng dân tộc Séc từ từ phát triển, dẫn đầu bởi các nhà hoạt động như Josef Dobrovský, Josef Jungmann hay František Palacký. Những nỗ lực của Phục hưng Dân tộc Séc lần đầu tiên đạt đến đỉnh cao trong các cuộc cách mạng năm 1848. Ferdinand I buộc phải thoái vị và người kế vị ông là người cháu trai nhỏ tuổi của ông, Franz Joseph I. Sau khi thua chiến tranh với Ý vào năm 1859 - ông cũng thua trong cuộc chiến với Phổ vào năm 1866, các đại biểu Hungary đã buộc Franz Joseph I phải kết thúc chế độ chuyên chế đối với Hungary trong Thỏa hiệp Áo-Hung năm 1867. Các đại biểu của Séc hy vọng tăng thêm quyền tự trị tương tự Hungary nhưng không được chấp nhận và các vùng đất Séc vẫn nằm dưới quyền kiểm soát của Áo.

#### Áo-Hung
Liên minh thực tế mới được thành lập là Áo-Hung đã kéo dài trong nửa thế kỷ tiếp theo. Các chính sách đàn áp phong trào phục hưng dân tộc ở Séc của chính phủ Áo cũng như chính sách đàn áp phong trào phục hưng dân tộc Slovak của chính phủ Hungary vẫn tiếp tục. Cuối thế kỷ 19 cũng là thời điểm bùng nổ nhân khẩu học và tốc độ đô thị hóa nhanh chóng. Dân số ở các trung tâm công nghiệp tăng gấp đôi hoặc gấp ba trong vòng vài thập kỷ. Vào đầu thế kỷ XX, việc Áo đơn phương sáp nhập Bosna vào năm 1908 đã gây ra Khủng hoảng Bosna, là nguyên nhân dẫn đến vụ ám sát Ferdinand d'Este châm ngòi Chiến tranh thế giới thứ nhất vào năm 1914. Nhiều người theo chủ nghĩa dân tộc ở Séc coi chiến tranh là cơ hội để giành độc lập hoàn toàn khỏi Áo-Hung. Lính nghĩa vụ Séc đào ngũ là chuyện bình thường và Quân đoàn Tiệp Khắc được thành lập để chiến đấu cho phe Entente. Trong Thỏa thuận Cleveland năm 1915, các đại diện của Séc và Slovakia đã tuyên bố mục tiêu của họ là tạo ra một nhà nước chung, dựa trên quyền tự quyết của người dân. Khi Chiến tranh thế giới thứ nhất kết thúc vào năm 1918, Vương quốc Bohemia chính thức không còn tồn tại và một nước cộng hòa dân chủ mới là Tiệp Khắc đã ra đời.

## Hiện đại

### Tiệp Khắc

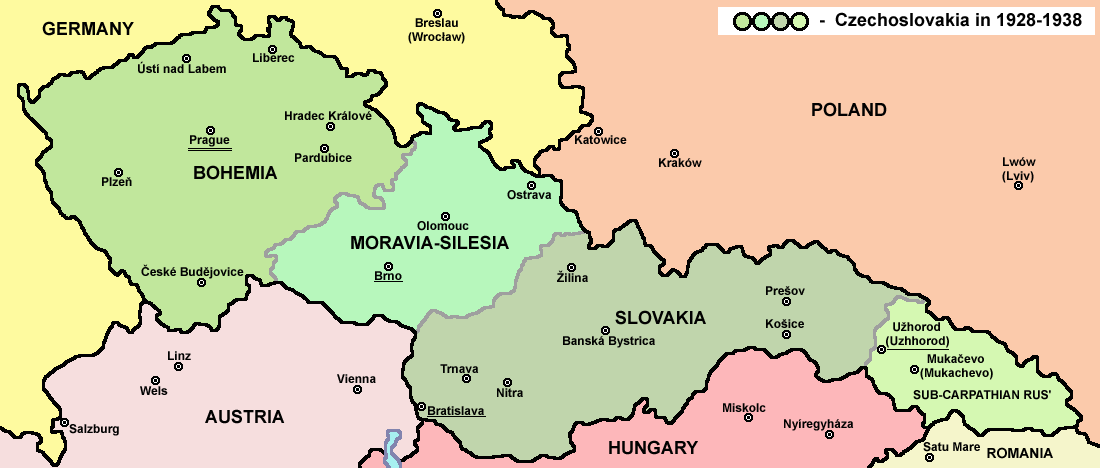
Bản đồ Tiệp Khắc năm 1928

Vào cuối thế kỉ XIX, Séc và Slovakia có ngôn ngữ tương đồng với nhau. Tuy cùng thuộc Đế chế Áo-Hung song hai vùng đất này lại có tình hình khác biệt rõ rệt. Các lãnh thổ Séc chịu sự cai trị của Áo và có trình độ phát triển kinh tế cao hơn còn Slovakia thì lại chịu sự cai trị của Hungary. Tuy nhiên, hai dân tộc có cùng chung nguyện vọng thoát khỏi đế chế Habsburg, thành lập quốc gia độc lập. Cuối thế kỉ XIX, ý tưởng về một quốc gia kết hợp giữa Séc và Slovakia được nhen nhóm, hai vùng đất ngày càng tăng cường quan hệ với nhau.
Sau khi Thế chiến thứ nhất kết thúc cùng với sự sụp đổ của Đế chế Áo-Hung, ngày 28 tháng 10 năm 1918, Cộng hòa Tiệp Khắc (bao gồm Séc và Slovakia ngày nay) tuyên bố độc lập. Hiệp ước St. Germain được ký kết vào tháng 9 năm 1919 đã chính thức công nhận nền cộng hòa mới của Tiệp Khắc. Sau đó, Ruthenia cũng được sáp nhập vào Tiệp Khắc vào tháng 6 năm 1920. Đây là một nước cộng hòa dân chủ tổng thống. Vào năm 1920, lãnh thổ được xác định của nó không chỉ có người Séc và người Slovakia sinh sống, nó còn bao gồm một số lượng đáng kể các dân số mang quốc tịch khác: người Đức (22,95%), người Hungary (5,47%) và người Ruthenia (3,39%). Quốc gia Tiệp Khắc mới thành lập có dân số khoảng 13,5 triệu người, thừa hưởng tới 70-80% các cơ sở công nghiệp của Áo-Hung. Lúc đó Tiệp Khắc là một trong mười nước công nghiệp hóa nhất thế giới. Đại suy thoái bắt đầu vào cuối năm 1920 cùng với sự nổi lên của Đảng Quốc Xã ở nước Đức láng giềng trong những năm 1930 đã gây ra căng thẳng ngày càng tăng giữa các nhóm dân tộc chủ nghĩa khác nhau ở Tiệp Khắc. Trong quan hệ đối ngoại, nước cộng hòa mới thành lập chủ yếu dựa vào các đồng minh phương Tây là Anh và Pháp. Điều đó đã được chứng minh là một sai lầm khi vào năm 1938, cả hai nước đồng minh đều đồng ý với yêu cầu của Hitler và đồng ký Hiệp ước Munich, tước bỏ các vùng biên giới của Tiệp Khắc, khiến nước này không thể tha thứ.

### Chính quyền bảo hộ của Đức

Hậu quả của Chiến tranh thế giới thứ hai

Sau khi từ bỏ Sudetenland, Đệ Nhị Cộng hòa Tiệp Khắc chỉ tồn tại nửa năm trước khi tan rã hoàn toàn trước khi Chiến tranh Thế giới thứ hai bắt đầu. Cộng hòa Slovakia tuyên bố độc lập khỏi Tiệp Khắc và trở thành quốc gia phụ thuộc của Đức, hai ngày sau Vùng bảo hộ Bohemia và Morava của Đức được thành lập. Trong Chiến tranh thế giới thứ hai, do mức độ công nghiệp hóa cao của Tiệp Khắc trước chiến tranh, Vùng bảo hộ Bohemia và Morava đóng vai trò là một trung tâm sản xuất quân sự chính của Đức. Sự áp bức người dân tộc Séc gia tăng sau ám sát Reinhard Heydrich bởi các thành viên của phong trào kháng chiến Séc vào năm 1942. Sau thất bại của Đức năm 1945, đa số người dân tộc Đức bị trục xuất khỏi Tiệp Khắc.

### Sự cai trị của Đảng cộng sản
Vào tháng 2 năm 1948, Đảng Cộng sản Tiệp Khắc giành chính quyền trong một cuộc đảo chính. Klement Gottwald trở thành chủ tịch cộng sản đầu tiên. Ông đã quốc hữu hóa ngành công nghiệp và tập thể hóa các trang trại để hình thành Sovkhoz lấy cảm hứng từ mô hình Liên Xô. Tiệp Khắc do đó đã trở thành một phần của Khối phía Đông. Những nỗ lực nhằm cải tổ hệ thống chính trị trong Mùa xuân Praha năm 1968 đã bị kết thúc bởi sự xâm lược của quân đội của Khối Warszawa. Tiệp Khắc vẫn nằm dưới sự cai trị của Đảng Cộng sản cho đến Cách mạng Nhung năm 1989.

### Hậu Chiến tranh Lạnh

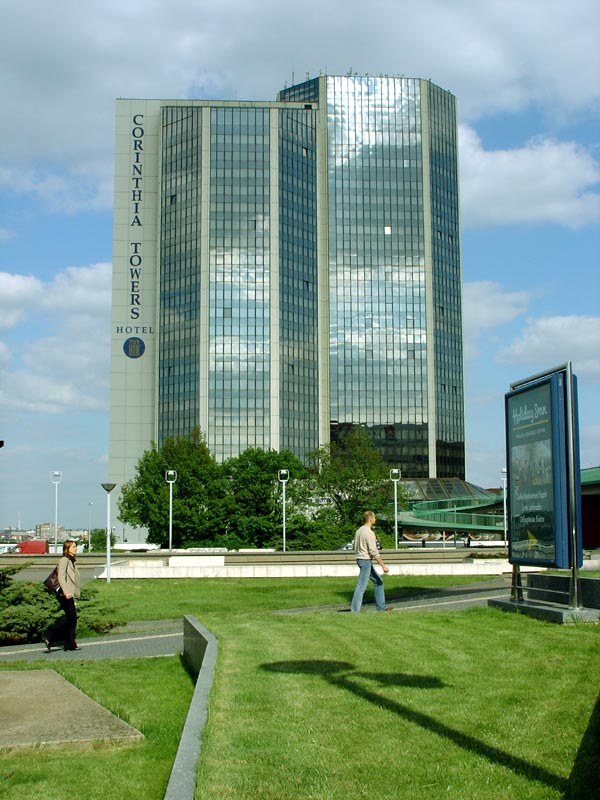
Một tòa nhà chọc trời ở Praha ngày nay

Một trong những nhà lãnh đạo bất đồng chính kiến, Václav Havel trở thành tổng thống đầu tiên của nước Tiệp Khắc dân chủ. Các yêu sách chủ quyền của Slovakia đã được thực hiện vào cuối năm 1992, khi các đại diện của Séc và Slovakia đồng ý chia Tiệp Khắc thành Cộng hòa Séc và Cộng hòa Slovakia. Ngày khai sinh chính thức của Cộng hòa Séc hiện tại được ấn định vào ngày 1 tháng 1 năm 1993. Cộng hòa Séc trở thành thành viên của NATO vào năm 1999 và Liên minh châu Âu vào tháng 5 năm 2004.